# エメラルドグリーン

エメラルドグリーン (emerald green) とは、宝石のエメラルドの色に由来する、わずかに青がかった緑色。エメラルドはベリル（緑柱石）の一種として知られる。

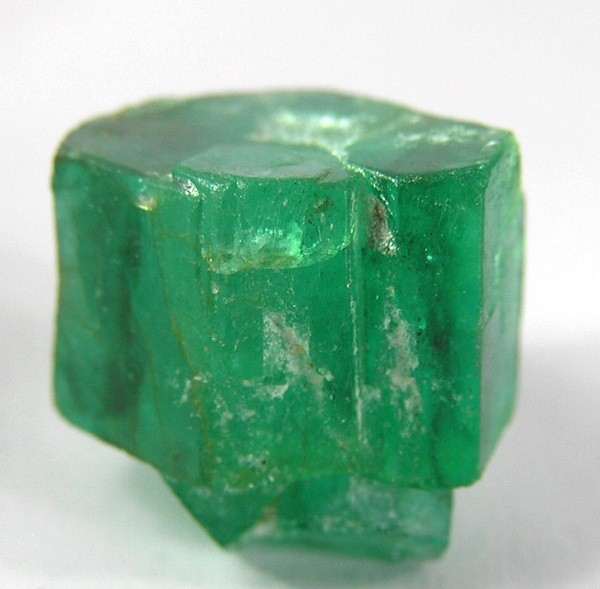
宝石・エメラルドのベリル

## 概要
古くは水酸化クロムや花緑青の顔料が用いられていたが、いずれも毒性が強い。明るい緑色として海や湖の色の表現に用いられている。

## 近似色
- 青緑
- 浅葱色
- 緑
- コバルトグリーン